# 睦野村
睦野村（むつのむら）は1960年（昭和35年）まで愛媛県風早郡のち温泉郡にあった村である。
1960年に中島町に編入し、地方自治体としては消滅した。中島町はその後、2005年（平成17年）1月に松山市に編入しており、当村域は現在松山市の一部となっている。「睦野」は後述のとおり合成地名であり、現況、継承する施設等は見当たらない。
下記の事項以外は、睦月島、野忽那島記事を参照。

## 地理
瀬戸内海の中部、松山沖に浮かぶ忽那諸島のうち、中島本島の東に位置し、睦月島（むづきじま）と野忽那島（のぐつなじま）の2つの有人島、およびそれらの属島の無人島からなる。睦月島と野忽那島との間の芋子瀬戸ではイカナゴや瀬戸貝などの漁が営まれていた。
村名の由来
合併前の旧村・睦月と野忽那から一字ずつ取ったもの。合成地名。

## 社会
行政
役場は大字睦月においた。
歴代村長
人口
- 1904年（明治37年）　473戸、2490人[1]
- 1921年（大正10年）　520戸、2634人
- 1955年（昭和30年）　3014人
- 2020年（令和2年）176世帯、265人[2]

学校
島の記事を参照

## 沿革
- 1889年（明治22年）12月15日 - 町村制施行により旧風早郡睦月村と野忽那村とが合併し風早郡睦野村として発足。
- 1897年（明治30年）4月1日 - 風早郡が温泉郡に編入され、当村も温泉郡所属となる。
- 1960年（昭和35年）3月31日 - 温泉郡中島町に編入され自治体としては消滅。

```
睦野村の系譜
（町村制実施以前の村）　（明治期）　　　　　　　　　（昭和の合併）　（平成の合併）
　　　　　　　　　　　　町村制施行時
元怒和━━━━┓
津和地━━━━┫
二神　━━━━╋━━━神和村━━━━━━━━━━━┓
上怒和━━━━┛　　　　　　　　　　　　　　　　　┃昭和34年3月31日
大浦　━━━━┓　　　　　　　　　　　　　　　　　┃ 合併
小浜　━━━━┫　　　　　　　　　　あ　　　　　　┣━中島町━━┳━┳━━┓
長師　━━━━╋━━━東中島村━━━中島町━━━━┛　　　　　い┃　┃　　┃
宮野　━━━━┫　　　　　　　　　　　　　　　　　　　　　　　　┃　┃　　┃
神浦　━━━━┛　　　　　　　　　　　　　　　　　　　　　　　　┃　┃　　┃
野忽那━━━━┓　　　　　　　　　　　　　　　　　　　　　　　　┃　┃　　┃
　　　　　　　┣━━━睦野村━━━━━━━━━━━━━━━━━━┛　┃　　┃
睦月　━━━━┛　　　　　　　　　　　　　　　　　　　　　　　　　　┃　　┃
粟井　━━━━┓　　　　　　　　　　　　　　　　　　　　　　　　　う┃　　┃
畑里　━━━━┫　　　　　　　　　　　　　　　　　　　　　　　　　　┃　　┃
饒　　━━━━╋━━━西中島村━━━━━━━━━━━━━━━━━━━┛　　┃
吉木　━━━━┫　　　　　　　　　　　　　　　　　　　　　　　　　　　　　┃
熊田　━━━━┫　　　　　　　　　　　　　　　　　　　　　　　　　　　　　┃
宇和間━━━━┛　　　　　　　　　　　　　　　　　　　　　　　　　　　　　┃
　　　　　　　　　　　　　　　　　　　　　　　　　　　北条市━━━━━━━┫
　　　　　　　　　　　　　　　　　　　　　　　　　　　松山市━━━━━━━┻━松山市
　　　　　　　　　　　　　　　　　　　　　　　　　　　　　　　　　　　　　　　え
あ – 昭和27年8月1日町制施行
い – 昭和35年3月31日睦野村を中島町へ編入
う – 昭和38年3月31日に西中島村を中島町へ編入
え – 平成17年1月1日に中島町及び北条市を松山市へ編入
（注記）北条市・松山市の合併以前の系譜はそれぞれの市の記事を参照のこと。

```

## 地域
合併前の旧2か村をそれぞれ大字とし、中島町になっても受け継がれた。